# Wuxi City Sports Park Stadium
 (avril 2025).
Le Wuxi City Sports Park Stadium (en chinois : 无锡市体育中心) est un stade multi-usages, situé à Wuxi, en Chine. Il est principalement utilisé  pour les matches de football. Le stade détient une capacité de 30 000 personnes.
Il est également utilisé tous les deux ans pour la coupe du monde de snooker. Entre 2008 et 2014, le complexe a aussi accueilli le Classique de Wuxi ; une autre compétition de snooker.